# 憲法法庭
憲法法庭，是中華民國政府依照《憲法訴訟法》規定所設立之單位，為司法院之直屬機關，職能等同他國之憲法法院。其主廳舍位於司法大廈4樓。依現行法，憲法法庭法官由全體大法官擔任，審判長由司法院院長兼任。依現行規定，憲法法庭擁有「违宪审查」、「解釋憲法」、「統一法律解釋及命令」之職權，並為專責審理「政党違憲解散案件」及「中華民國總統副總統彈劾案件」之常設機關，相当于他國之憲法法院。憲法法庭原本係於《中華民國憲法》第79條中規定設立之基礎，後《中華民國憲法增修條文》第5條明定：「司法院設大法官十五人，並以其中一人為院長、一人為副院長，由總統提名，經立法院同意任命之」，最終由《憲法訴訟法》進一步將憲法所定之「解釋憲法」職權具體化。憲法法庭之判決具有拘束各級機關與人民之效力；各機關並有實現判決內容之義務。且依《憲法訴訟法》之規定，對於憲法法庭及其下轄各審查庭之裁判，不得聲明不服。

## 沿革
《中華民國憲法》在1947年1月1日公布，同年12月25日施行。制憲之初，即於憲法第78條、第79條規定，司法院設大法官，掌理解釋憲法，並且有統一解釋法律及命令的權限，開啟中華民國由大法官行使法令違憲審查權的司法制度。
行憲後的司法院在1948年7月1日成立，同年7月第一屆大法官到任，9月15日舉行第一次大法官會議，自此大法官開始行使解釋憲法、統一解釋法律及命令的職權。大法官是以會議的方式，合議行使這兩項職權。
中華民國大法官會議首度於1949年1月6日正式公佈釋憲文，即《司法院釋字第1號解釋》：「立法委員依憲法第七十五條之規定不得兼任官吏，如願就任官吏，即應辭去立法委員。其未經辭職而就任官吏者，亦顯有不繼續任立法委員之意思，應於其就任官吏之時視為辭職。」
嚴格來說，「大法官會議」僅於1948年至1993年間為解釋憲法與統一解釋法律及命令的主體，之後解釋的主體是「司法院大法官」。按大法官解釋法源依據凡三變，1948年至1958年係根據《司法院大法官會議規則》、1958年至1993年係根據《司法院大法官會議法》、1993年至2021年根據《司法院大法官審理案件法》。
由於在前二部法令時期，法源規定係由「大法官會議」掌理司法院解釋憲法及統一解釋法律與命令之事項；惟至1993年《司法院大法官審理案件法》公佈後，法令修改為由「司法院大法官」以會議方式合議審理司法院解釋憲法與統一解釋法律及命令之案件。因此，舊制所謂的「大法官會議」，僅指由司法院大法官以合議之方式召開之會議，而非作成解釋之機關；然一般民眾或習於舊稱，仍常沿「大法官會議」之名稱。
1992年5月28日，中華民國憲法第二次增修條文公布，其中第5條：司法院大法官，除依憲法第78條的規定外，並組成憲法法庭審理政黨違憲的解散事項；並於同條第3項規定，政黨之目的或行為，危害中華民國之存在或自由民主之憲政秩序者為違憲。 
憲法法庭入憲後，1993年2月3日《司法院大法官審理案件法》配合修正公布，於第13條規定，大法官審理解釋案件，必要時也可以準用憲法法庭開庭的規定進行言詞辯論；並於同法第19條第1項規定，對於有違憲情事的政黨，主管機關得聲請憲法法庭解散之。
2005年6月10日，中華民國憲法第七次增修條文公布，於第5條第4項增加憲法法庭審理總統、副總統彈劾案件的規定。
2019年1月4日公布之《憲法訴訟法》在2022年1月4日實施，原大法官會議制度改制成立「憲法法庭」，透過「憲法法庭」的名義，以法庭方式審理法規範憲法審查及裁判憲法審查案件，機關爭議案件，總統及副總統彈劾案件，政黨違憲解散案件，地方自治保障案件，以及統一解釋法律及命令案件，同時原釋憲幕僚單位的「大法官書記處」更名為「憲法法庭書記廳」。
2023年5月26日，立法院三讀通過《憲法訴訟法修正草案》。
2023年6月21日，修正《憲法訴訟法》；增訂憲法法庭宣告法規範溯及失效時的判決效力規定，即所有適用該違憲法規範作成的確定判決都可請求救濟
花蓮地院法官認為肇事駕駛人受強制抽血檢測酒精濃度有違憲疑慮，聲請釋憲。2022年2月25日憲法法庭作成首宗判決《111年憲判字第1號》判決，認定道路交通管理處罰條例原第35條相關規定違憲 。

## 組織

### 憲法法庭
- 憲法法庭審理案件，以並任司法院院長之大法官擔任審判長；其因故不能擔任時，由並任司法院副院長之大法官任之。二人均不能擔任時，由參與案件審理之資深大法官任之；資同由年長者任之。[9]

- 憲法法庭行言詞辯論應有大法官現有總額三分之二以上出席參與。未參與言詞辯論之大法官不得參與評議及裁判。[10]

- 經言詞辯論之案件，其裁判應於言詞辯論終結後三個月內宣示之；必要時，得延長二個月。[11]

- 憲法法庭之決議，以判決或裁定行之。[12]

- 依中華民國113年12月20日修正通過之《憲法訴訟法》第30條第1項至第4項，憲法法庭為判決時，除有特別規定外，應經「現有總額三分之二以上且不少於十人」之大法官參與評議、「現有總額過半數」之大法官同意；但作成宣告法規範或裁判違憲、宣告彈劾成立及宣告政黨解散之判決時，同意之大法官須九人以上。為暫時處分之裁定時，準用以上人數規定。因大法官人數未達規定而無法進行評議時，經「現有總額過半數」之大法官同意，得為不受理裁定。

- 承上，依同條第5項及第6項，若依本法迴避審理之大法官「超過七人以上」（此處為重大立法瑕疵：依一般社會通念，稱「超過」者不計本數，稱「以上」者俱連本數計算，法條所謂「超過七人以上」文意矛盾不明）且「剩餘未迴避之大法官不少於七人」時，則剩餘未迴避之大法官須全部參與評議，經四分之三以上之大法官同意始得為判決或判決，不適用同條第2項規定。

- 對於憲法法庭及審查庭之裁判，不得聲明不服。[13]

- 憲法法庭審理總統、副總統彈劾案件與政黨違憲解散案件，得囑託地方法院或調度司法警察為搜索、扣押。[14]

### 審查庭
- 憲法法庭共設五庭審查庭，各由三名大法官組成，對憲法法庭裁判之聲請進行程序審查。[15]

- 各審查庭之審判長，除由並任司法院院長、副院長之大法官擔任外，餘由資深大法官任之；資同由年長者任之。[16]

- 審查庭就聲請案件，得以一致決為不受理之裁定，並應附理由；不能達成一致決之不受理者，由憲法法庭評決受理與否。[17]

- 2022年1月4日至2023年9月30日，各審查庭之配置如下[18]：

| 第一審查庭 | 許宗力 | 林俊益 | 黃瑞明 |
| 第二審查庭 | 蔡烱燉 | 許志雄 | 謝銘洋 |
| 第三審查庭 | 黃虹霞 | 詹森林 | 楊惠欽 |
| 第四審查庭 | 吳陳鐶 | 黃昭元 | 呂太郎 |
| 第五審查庭 | 蔡明誠 | 張瓊文 | 蔡宗珍 |

- 2023年10月1日起，各審查庭之配置如下[19]：

| 第一審查庭 | 許宗力 | 呂太郎 | 尤伯祥 |
| 第二審查庭 | 蔡烱燉 | 詹森林 | 黃昭元 |
| 第三審查庭 | 許志雄 | 楊惠欽 | 陳忠五 |
| 第四審查庭 | 張瓊文 | 蔡宗珍 | 朱富美 |
| 第五審查庭 | 黃瑞明 | 謝銘洋 | 蔡彩貞 |

- 2024年11月4日起，各審查庭之配置如下[20]：

| 第一審查庭 | 謝銘洋 | 蔡彩貞 | 尤伯祥 |
| 第二審查庭 | 呂太郎 | 蔡宗珍 | 朱富美 |
| 第三審查庭 | 楊惠欽 | 陳忠五 | 尤伯祥 |

### 憲法法庭審判長
憲法法庭審理案件時，應設審判長一人，由司法院院長兼任之；院長因故無法擔任審判長時，由司法院副院長代理。若正副院長均無法擔任，則由參與審理之資深大法官出任，年資相同者由較年長之大法官擔任。

## 職權

### 法規範憲法審查及裁判憲法審查案件

#### 國家機關聲請法規範憲法審查
依《憲法訴訟法》第47條規定，國家最高機關，因本身或下級機關行使職權，就所適用之法規範，認有牴觸憲法者，得聲請憲法法庭為宣告違憲之判決。下級機關，因行使職權，就所適用之法規範，認有牴觸憲法者，得報請上級機關為前項之聲請。
這類聲請要件設計沿襲自《司法院大法官審理案件法》第5條第1項第1款關於中央或地方機關聲請大法官解釋的要件，在《大審法》制定後，大法官通常會以「從寬受理」的原則，解釋適用這些規定。許宗力法庭任內就監察院聲請解釋部分，改變歷屆大法官向來對監察院「行使職權」從寬解釋的慣例，在2018年10月5日公布的會台字第13398號不受理決議（黨產條例案）中認為監察院依憲法第95、96條享有的調查權僅是輔助性質的工具性權力，行使調查權並非「行使職權」，《黨產條例》也不是該院所必須適用的法律，決議不受理。:38-39

#### 立法委員聲請法規範憲法審查
依《憲法訴訟法》第49條規定，立法委員現有總額四分之一以上，就其行使職權，認法律位階法規範牴觸憲法者，得聲請憲法法庭為宣告違憲之判決。
譬如《司法院釋字第585號解釋》，即係現行《憲法訴訟法》修正前，柯建銘等93位立法委員就立法院於2004年8月24日通過之《三一九槍擊事件真相調查特別委員會條例》是否逾越立法院之權限，依舊法聲請司法院大法官解釋。
這類聲請要件設計沿襲自《司法院大法官審理案件法》第5條第1項第3款關於立法委員聲請大法官解釋的要件，《大審法》施行近二十年來，大法官通常通常只會寬鬆地審查，到許宗力法庭上任後，在2018年5月4日公布的會台字第13668號不受理決議（立法委員林為洲等38人聲請解釋前瞻特別預算審議程序一案）中，大改向來見解，認為第5條第1項第3款立法委員「行使職權」必須出席會議、參與表決，「現有總額三分之一」立法委員也僅限於在法案最後一次讀會投下反對票的委員，據此認定該案聲請人高金素梅未參加第二讀會表決，也不是所有聲請的委員都在第三讀會投下反對票，決議不受理。一年後，2019年8月23日作成的釋字第781號、第782號及第783號解釋（軍、公、教）由完全相同的38名立法委員聲請，許宗力法庭卻認為只要議事過程中曾經公開表示異議，縱使未出席投票，仍屬「行使職權」；「現有總額三分之一」立委也不以第三讀會投票反對者為限。許宗力法庭任內先是大幅變更歷來見解，又不依循自身定下的解釋準則，頗遭法律學者非議。:38

#### 法院聲請法規範憲法審查
依《憲法訴訟法》第55條規定，各法院就其審理之案件，對裁判上所應適用之法律位階法規範，依其合理確信，認有牴觸憲法，且於該案件之裁判結果有直接影響者，得聲請憲法法庭為宣告違憲之判決，如《111年憲判字第1號》判決。
於舊法《司法院大法官審理案件法》時代，僅有最高法院或行政法院有聲請大法官解釋的權利，嗣後於《司法院釋字第371號解釋》賦予全體法官均有聲請大法官解釋之權限。該號解釋認為，「憲法之效力既高於法律，法官有優先遵守之義務，法官於審理案件時，對於應適用之法律，依其合理之確信，認為有牴觸憲法之疑義者，自應許其先行聲請解釋憲法，以求解決。是遇有前述情形，各級法院得以之為先決問題裁定停止訴訟程序，並提出客觀上形成確信法律為違憲之具體理由，聲請本院大法官解釋。」其後又於《司法院釋字第572號解釋》中補充何謂「先決問題」。並於《司法院釋字第590號解釋》再次就「裁定停止訴訟程序」之意涵，補充上開兩號解釋。《憲法訴訟法》修正時即參照上述解釋之意旨制定本節。
譬如《司法院釋字第699號解釋》，便是由臺灣彰化地方法院和臺灣高等法院臺南分院兩個法院之法官就道路交通管理處罰條例中汽車駕駛人拒絕酒測者，吊銷其駕照、禁其三年內考領駕照，並吊銷所持各級車類駕照之規定是否違憲，依舊法聲請司法院大法官解釋。

#### 人民聲請法規範憲法審查及裁判憲法審查
依《憲法訴訟法》第59條第1項規定，人民就其依法定程序用盡審級救濟之案件，對於受不利確定終局裁判所適用之法規範或該裁判，認有牴觸憲法者，得聲請憲法法庭為宣告違憲之判決。目前司法院大法官依舊法所作出的解釋文中，以此類聲請佔多數。
於修正前《司法院大法官審理案件法》第5條第1項第2款既有之確定終局裁判適用之法規範審查制度下，大法官只進行抽象法規範審查，不具體裁判憲法爭議，僅能抽象闡述法律的內涵為何、是不是符合憲法的意旨，而不能將這些闡述直接應用在個案中的具體事實。亦即，舊法大法官職司的憲法審查並無法處理各法院裁判在解釋法律及適用法律時，誤認或忽略了基本權利重要意義，或是違反了通常情況下所理解的憲法價值等等司法權行使有違憲疑慮的情形，因此《憲法訴訟法》引進裁判憲法審查制度，將確定終局裁判本身亦納入人民得聲請憲法審查之客體。自此，於舊法時代若是認為法官於判決中所載之法律見解違憲者等，並不是認為法規範本身違憲的一類情況原本無法據以聲請釋憲，依現行法規已可請求憲法法庭裁判。
《憲法訴訟法》第62條規定，憲法法庭認人民之聲請有理由者，應於判決主文宣告該確定終局裁判違憲，並廢棄之，發回管轄法院。新法規定憲法法庭可直接將違憲判決廢棄並發回下級法院更為審理，相較於《司法院大法官審理案件法》，聲請人無須再於獲有利解釋後仍必須提起再審或非常上訴之程序，而能直接回到原法院獲得依憲法法庭之意旨而為之新裁判。2022年5月27日，憲法法庭於《111年憲判字第8號 （页面存档备份，存于）》判決第一次行使此條款，將原因最高法院裁定直接廢棄，並發回最高法院。2023年7月28日，憲法法庭公布《112年憲判字第11號》，為首次將刑事確定判決廢棄發回之案例。

### 機關爭議案件
依《憲法訴訟法》第65條第1項規定，國家最高機關，因行使職權，與其他國家最高機關發生憲法上權限之爭議，經爭議之機關協商未果者，得聲請憲法法庭為機關爭議之判決。

### 總統、副總統彈劾案件
依《憲法訴訟法》第68條第1項與《中華民國憲法增修條文》第4條第7項規定，得經立法院全體立法委員1/2以上提議，全體委員2/3以上決議，就總統、副總統提出彈劾案聲請憲法法庭為宣告彈劾成立之判決。
彈劾案件程序之進行，不因被彈劾人卸任、立法院之解散或該屆立法委員任期屆滿而受影響。但被彈劾人於判決宣示前辭職、去職或死亡者，憲法法庭應裁定不受理。
宣告彈劾成立之判決，其評決應經大法官現有總額三分之二以上同意；主文並應諭知被彈劾人解除職務。評決未達前項同意人數者，應為彈劾不成立之判決。

### 政黨違憲解散案件
依《憲法訴訟法》第77條規定，政黨之目的或行為，危害中華民國之存在或自由民主之憲政秩序者，主管機關得聲請憲法法庭為宣告政黨解散之判決。

### 地方自治保障案件
依《憲法訴訟法》第82條第1項規定，地方自治團體之立法或行政機關，因行使職權，認所應適用之中央法規範牴觸憲法，對其受憲法所保障之地方自治權有造成損害之虞者，得聲請憲法法庭為宣告違憲之判決。
譬如《司法院釋字第553號解釋》便是修正前《司法院大法官審理案件法》時代，因為2002年時行政院撤銷臺北市政府延選里長的決定，臺北市政府不服而向司法院大法官聲請解釋。

### 統一解釋法律及命令案件
依《憲法訴訟法》第84條第1項規定，人民就其依法定程序用盡審級救濟之案件，對於受不利確定終局裁判適用法規範所表示之見解，認與不同審判權終審法院之確定終局裁判適用同一法規範已表示之見解有異，得聲請憲法法庭為統一見解之判決。
在現行二元訴訟制度下，「普通法院」及「行政法院」各為獨立之法院系統，前者管轄私法訴訟（即民事訴訟）、後者管轄公法訴訟（即行政訴訟），兩者互不隸屬並各自獨立行使審判權，所謂「不同審判權終審法院」即指最高法院（普通法院之終審法院）與最高行政法院（行政法院之終審法院）。若人民受其中一者所作之不利確定終局裁判，而對於該裁判所適用之法規範，另一者曾於其所作之終局裁判中表示不同見解，則人民得聲請憲法法庭以判決明定統一應採用之見解。

## 意見書
於憲法法庭判決以及舊制司法院大法官受理解釋中，大法官所發表之意見不盡然一致時，可附帶意見書：
- 第1次多人不同意見書：民國47年（1958年）11月26日《司法院釋字第80號解釋》，大法官王之倧、曾劭勳、黃演渥聯名
- 第1次1人不同意見書：民國48年（1959年）10月21日《司法院釋字第83號解釋》，大法官林紀東
- 第1次2份不同意見書：民國50年（1961年）2月10日《司法院釋字第89號解釋》，大法官金世鼎、徐步垣（不同意見書一）；大法官林紀東、諸葛魯、王之倧（不同意見書二）
- 第1次公布大法官姓名之不同意見書：民國66年（1977年）6月17日《司法院釋字第149號解釋》，大法官姚瑞光（不同意見書一）；大法官陳世榮（不同意見書二）（註：66年1月17日修正之司法院大法官會議法施行細則增列不同意見書應公布提出大法官姓名之規定，修法前之意見書僅公布提出大法官人數；目前大法官網站或司法院出版品中釋字第80~147號解釋提出不同意見書之大法官姓名，為93年後才補列。）
- 第1次協同意見書：民國82年（1993年）3月12日《司法院釋字第315號解釋》，大法官鄭健才、大法官楊日然分別二份
- 第1次於不受理案件附帶公布意見書：民國107年（2018年）10月5日司法院大法官第1482次會議不受理決議第4案《會臺字第13398號》，大法官黃虹霞（協同意見書）、大法官湯德宗提出，大法官黃璽君、林俊益、張瓊文、吳陳鐶加入（不同意見書）（註：107年6月14日大法官第5451次全體審查會決議：自107年6月15日大法官第1478次會議起，不受理決議及相關大法官意見書之公告，比照本院大法官解釋相關規定處理。之前之意見書僅附卷存參，不對外公開。）
- 第1次2件以上案件併案提出意見書：民國109年（2020年）5月29日司法院大法官第1506次會議不受理決議《會臺字第13657、13670、13685、13686、13786號等5件》，大法官林俊益提出，大法官詹森林加入（不同意見書）：上述5案案情類似且多數大法官意見不受理理由相同，認為案件應予受理的大法官林俊益及詹森林於撰寫不同意見書時，將5個案件合併撰寫1份意見書公布。

## 言詞辯論

### 《司法院大法官審理案件法》時期
| 辯論日期                                           | 案件爭點                                       | 涉及的法律或命令                                                  | 作成解釋                | 備註                             |
| -------------------------------------------------- | ---------------------------------------------- | ----------------------------------------------------------------- | ----------------------- | -------------------------------- |
| 1993年12月23日                                     | 公債發行條例「公债」的範圍？                   | 《中央政府建設公債發行條例》                                      | 釋字第334號             |                                  |
| 1995年10月19日                                     | 檢察官擁有決定羈押權限是否違憲？               | 《刑事訴訟法》、《提審法》                                        | 釋字第392號             |                                  |
| 1996年11月1日                                      | 副總統兼任行政院院長是否違憲？                 | 《憲法》本文                                                      | 釋字第419號             | 首次先舉行說明會再行言詞辯論     |
| 1997年12月5日                                      | 集遊法禁制區及限制台獨、共產主義言論規定違憲？ | 《集會遊行法》                                                    | 釋字第445號             |                                  |
| - 2004年10月14日 - 2004年10月27日 - 2004年10月29日 | 真調會條例違憲？                               | 《三一九槍擊事件真相調查特別委員會條例》                          | 釋字第585號             | 暫時處分與本案分開辯論           |
| - 2005年7月27日 - 2005年7月28日                    | 強制按捺指紋規定違憲？                         | 《戶籍法》                                                        | 釋字第603號解釋         |                                  |
| 2011年6月16日                                      | 社維法處罰跟追是否違憲？                       | 《社會秩序維護法》                                                | 釋字第689號             | 首次以網路直播辯論過程           |
| 2013年6月13日                                      | 限制藥師及多重醫事人員執業規定是否違憲？       | 《藥師法》第11條                                                  | 釋字第711號             |                                  |
| 2016年3月3日                                       | 限制辩护人於偵查中羈押審查程序閱卷是否違憲？   | 《刑事訴訟法》第33條第1項                                         | 釋字第737號             |                                  |
| 2017年3月24日                                      | 民法未保障同性婚姻是否違憲？                   | 《民法》親屬編第2章                                               | 釋字第748號解釋         | 國際矚目案件，首次公布英文版解釋 |
| 2019年6月24日                                      | 軍人年改是否違憲？                             | 《陸海空軍軍官士官服役條例》                                      | 釋字第781號             |                                  |
| 2019年6月25日                                      | 公務員年改是否違憲？ 教師年改是否違憲？        | - 《公務人員退休資遣撫卹法》 - 《公立學校教職員退休資遣撫卹條例》 | 釋字第782號 釋字第783號 | 首次1天內辯論2件案件             |
| 2020年3月31日                                      | 通姦罪及告訴主觀可分例外規定是否違憲？         | - 《刑法》第239條 - 《刑事訴訟法》第239條但書                     | 釋字第791號             | 首件以宣判方式公布解釋           |
| 2020年6月30日                                      | 黨產條例相關規定是否違憲？                     | 《政黨及其附隨組織不當取得財產處理條例》                          | 釋字第793號             |                                  |
| 2020年11月3日                                      | 妨害性自主犯罪加害人強制治療規定是否違憲？     | - 《刑法》第91條之1 - 《性侵害犯罪防治法》第22條之1               | 釋字第799號             |                                  |
| 2021年3月9日                                       | 限制原住民使用自製獵槍獵捕保育類動物是否違憲？ | - 《野生動物保育法》 - 《槍砲彈藥刀械管制條例》                   | 釋字第803號             |                                  |
| 2021年10月12日                                     | 強制工作規定是否違憲？                         | - 《刑法》、《組織犯罪防制條例》等                                | 釋字第812號             |                                  |

### 《憲法訴訟法》時期
| 辯論日期       | 案名                           | 涉及的法律或命令 | 裁判案號          | 備註                                                                         |
| -------------- | ------------------------------ | --- | ----------------- | ---------------------------------------------------------------------------- |
| 2022年1月17日  | 原住民身分案                   | 《原住民身分法》第4條第2項 | 111年度憲判字4號  | 《憲法訴訟法》施行後首件言詞辯論                                             |
| 2022年2月22日  | 萊豬案                         | 嘉義市、臺南市、臺北市及臺中市等《食品衛生安全管理自治條例》 | 111年度憲判字6號  |                                                                              |
| 2022年3月29日  | 年終考績丁等免職案             | 《公務人員考績法》 | 111年度憲判字9號  | 上午場次                                                                     |
| 2022年3月29日  | 徐國堯案                       | 《公務人員保障法》 《警察人員人事條例》 | 111年度憲判字10號 | 下午場次                                                                     |
| 2022年4月26日  | 健保資料庫案                   | 《個人資料保護法》、《全民健康保險法》 | 111年度憲判字13號 |                                                                              |
| 2022年5月24日  | 農田水利會組織變更案           | 《農田水利法》 | 111年度憲判字14號 |                                                                              |
| 2022年6月28日  | 西拉雅族原住民身分案           | 《原住民身分法》第2條第2款 | 111年度憲判字17號 | 首次有案件當事人依《傳染病流行疫情嚴重期間司法程序特別條例》進行遠距視訊辯論 |
| 2022年7月19日  | 沒收新制案                     | 《中華民國刑法》第2條第2項 | 111年度憲判字18號 |                                                                              |
| 2022年10月18日 | 祭祀公業派下員性別平等案       | 《祭祀公業條例》第4~5條 | 112年度憲判字1號  |                                                                              |
| 2022年11月15日 | 裁判離婚重大事由案             | 《民法》第1052條 | 112年度憲判字4號  |                                                                              |
| 2022年12月20日 | 社團年資併計公職年資案         | 《公職人員年資併社團專職人員年資計發退離給予處理條例》 | 112年度憲判字3號  |                                                                              |
| 2023年2月4日   | 證交法空白刑法案               | 《證劵交易法》 | 112年度憲判字5號  |                                                                              |
| 2023年2月17日  | 成立廠場企業工會案             | 《工會法施行細則》第2條 | 112年度憲判字7號  |                                                                              |
| 2023年3月14日  | 誹謗案                         | 《中華民國刑法》第310條 | 112年度憲判字8號  |                                                                              |
| 2023年3月27日  | 搜索律師事務所案               | 《刑事訴訟法》第122條第2項及第132條第1項 | 112年度憲判字9號  |                                                                              |
| 2023年4月11日  | 幽靈人口案                     | 《中華民國刑法》第146條 | 112年度憲判字11號 |                                                                              |
| 2023年4月24日  | 道交條例第37條終身吊照案       | 《道路交通管理處罰條例》第37條 | 取消辯論          | 2023年4月14日聲請人台北高等行政法院第六庭撤回聲請                            |
| 2023年11月27日 | 擴大利得沒收案                 | 《中華民國刑法》第2條第2項及《毒品危害防制條例》第19條第3項 | 113年度憲判字1號  |                                                                              |
| 2023年12月19日 | 無期徒刑撤銷假釋執行殘刑案     | 《中華民國刑法》第79條之1第5項及《刑法施行法》第7條之1、第7條之2 | 113年度憲判字2號  |                                                                              |
| 2023年12月25日 | 公然侮辱罪案                   | 《中華民國刑法》第309條 | 113年度憲判字3號  |                                                                              |
| 2023年12月26日 | 侮辱公務員罪案                 | 《中華民國刑法》第140條 | 113年度憲判字5號  |                                                                              |
| 2024年1月16日  | 一般警察人員考試規則身高限制案 | 《公務人員特種考試一般警察人員考試規則》第7條第2項、第8條第1款 | 113年度憲判字6號  |                                                                              |
| 2024年3月12日  | 中小學代理教師職前年資提敘案   | 89年7月19日修正之《教師法》第35條第2項（現行第47條第2項）及教育部87年11月30日臺（87）人（一）字第87129048號函等 | 113年度憲判字7號  |                                                                              |
| 2024年4月23日  | 死刑案                         | 《中華民國刑法》第33條第1款等與死刑有關規定 | 113年度憲判字8號  | 新制施行後首件全天辯論案件                                                   |
| 2024年8月6日   | 立法院職權行使法修正條文等案   | 《立法院職權行使法》第2條、第15條、第15條之1、第15條之2、第15條之4、第22條、第23條、第25條、第26條、第28條、第29條、第29條之1、第30條、第30條之1、第31條、第44條、第45條、第46條、第46條之1、第46條之2、第47條、第48條、第49條、第50條、第50條之1、第50條之2、第51條、第52條、第53條、第53條之1、第53條之2、第53條之3、第57條、第59條之1、第59條之2、第59條之3、第59條之4、第59條之5、第59條之6、第59條之7、第59條之8、第59條之9、第74條之1規定、第8章章名、第9章之1章名及《刑法》第141條之1 | 113年度憲判字9號  | 7月10日準備程序並做成113年度憲暫裁字1號暫時處分裁定 全天辯論案件             |
| 2024年5月21日  | 禁止選前公布民調案             | 《公職人員選舉罷免法》第53條第2項及第110條第5項 |                   | 2024年5月3日公告延期辯論時間未定                                             |
| 2024年7月9日   | 受刑人勞作金案                 | 63年12月12日修正公布之《監獄行刑法》第30條規及80年4月29日修正公布之《監獄行刑法施行細則》第41條 |                   | 2024年5月3日公告延期辯論時間未定                                             |

### 非公開說明會
依據1993年2月3日修正之《司法院大法官審理案件法》第13條第1項前段：大法官解釋案件，應參考制憲、修憲及立法資料，並得依請求或逕行通知聲請人、關係人及有關機關說明，或為調查。早期說明會不公開，於大法官會議室進行，不開放旁聽。
- 1993年2月4日就非生產事業依公司法發行股票，其超過票面金額之溢額所得，不在免稅之列是否違憲召開說明會；並作成釋字第315號解釋（首次就憲法解釋案件舉行說明會）
- 1993年9月29日就都市計畫行水區之土地是否為公共設施保留地召開說明會；並作成釋字第326號解釋（首次就統一解釋案件舉行說明會）
- 1995年4月13日就大學法施行細則授權教育部訂定大學共同必修科目是否違憲召開說明會；並作成釋字第380號解釋
- 1995年11月16日就立法院審查預算是否可於不變動總預算金額下調整各項目經費召開說明會；並作成釋字第391號解釋
- 1996年1月18日就財政部77年7月8日臺財稅字第761153919號函釋是否違憲召開說明會；並作成釋字第397號解釋
- 1996年7月22日及7月29日就副總統兼任行政院長是否違憲召開說明會；並作成釋字第419號解釋
- 1997年1月30日就交通工具排放空氣污染物罰鍰以到案時間為裁決罰鍰下限之標準是否違憲召開說明會；並作成釋字第423號解釋
- 1997年7月16日就立法委員言論免責權保障範圍召開說明會；並作成釋字第435號解釋
- 1997年6月11日就軍事審判權隸屬國防行政權是否違憲召開說明會；並作成釋字第436號解釋

（以上9案為司法院87年出版之「大法官釋憲史料」中列舉82~87年間召開說明會之紀錄，因早期說明會不公開，司法院亦不會主動公布召開說明會之訊息。）
- 1999年11月26日就國民大會代表延任是否違憲召開說明會；並作成釋字第499號解釋（司法院大法官大事紀要）
- 2000年12月21日就核四停建並停止執行相關預算是否違憲召開說明會；並作成釋字第520號解釋（立法院出版「立法權的維護與堅持：核四電廠釋憲案相關文獻彙編」）
- （日期不詳）就限制計程車駕駛人資格是否違憲召開說明會；並作成釋字第584號解釋（大法官不同意見書註明曾召開說明會）
- 2005年3月4日就釋字第582號解釋適用對象最高法院聲請補充解釋案召開說明會；並作成釋字第592號解釋（大法官部分協同、部分不同意見書註明曾召開說明會）
- 2005年6月30日及7月1日就戶籍法第8條第2、3項捺指紋始核發身分證規定是否違憲召開說明會；並作成釋字第603號解釋（唯一於解釋理由書註明說明會舉辦日期之案件）
- 2006年3月3日及8日就獨立機關（國家通訊傳播委員會）運作原則召開說明會；並作成釋字第613號解釋（大法官協同意見書、部分協同意見書及不同意見書註明曾召開說明會）
- 2008年1月17~18日及2月14日就公民投票法立法院提案及以政黨比例推薦公投審議委員會是否違憲召開說明會；並作成釋字第645號解釋（大法官部分不同意見書註明曾召開說明會）
- （日期不詳共3場）就不許受羈押被告向法院提起訴訟請求救濟是否違憲召開說明會；並作成釋字第653號解釋（大法官部份協同意見書註明曾召開說明會）
- 2009年3月25~26日就陳水扁前總統聲請解釋案召開說明會；並作成釋字第665號解釋（大法官部分協同、部分不同意見書註明曾召開說明會）
- 2009年11月20日就槍砲彈藥刀械管制條例第8條第1項管制空氣槍是否違憲召開說明會；並作成釋字第669號解釋（大法官協同意見書註明曾召開說明會）
- （日期不詳）就所得稅法夫妻非薪資所得強制合併計算是否違憲召開說明會；並作成釋字第696號解釋（大法官部份不同意見書註明曾召開說明會）
- （日期不詳）就交通管理處罰條例第35條第4項是拒絕酒測吊銷駕照是否違憲召開說明會；並作成釋字第699號解釋（大法官協同意見書註明曾召開說明會）
- 2012年9月17日就財政部賦稅署84年12月19日台稅一發第841664043號函是否違憲召開說明會；並作成釋字第703號解釋（大法官不同意見書註明曾召開說明會）
- 2013年3月7日就都市更新條例是否違憲召開說明會；並作成釋字第709號解釋（大法官協同意見書註明曾召開說明會）
- 2013年5月2日就臺灣地區與大陸地區人民關係條例強制出境是否違憲召開說明會；並作成釋字第710號解釋（大法官部份協同及部份不同意見書註明曾召開說明會）
- （日期不詳）就大眾捷運法聯合開發土地徵收規定是否違憲召開說明會；並作成釋字第732號解釋（大法官不同意見書註明曾召開說明會）
- 2017年9月3日就全民健保特約之違約處置案召開說明會；並作成釋字第753號解釋（卷內公開文書註明曾召開說明會）
- 2020年7月7日就菸害防制法限制菸品業者顯名贊助活動案是否違憲召開說明會；並作成釋字第794號解釋（大法官意見書註明曾召開說明會）
- 2021年9月16日就司法警察（官）採尿取證案是否違憲召開說明會；並作成111年度憲判字第16號判決（卷內公開文書註明曾召開說明會）
- 2021年9月28日就財政部66年3月9日台財稅第31580號函案是否違憲召開說明會；並作成111年度憲判字第5號判決（臺北高等行政法院109年度訴字第670號裁定註明曾召開說明會）
- 2021年10月26日就健保資料庫案是否違憲召開說明會；並作成111年度憲判字第13號判決（聲請人書狀註明曾召開說明會）
- 2021年11月16日就肇事駕駛人受強制抽血檢測酒精濃度案是否違憲召開說明會；並作成111年度憲判字第1號判決（大法官意見書註明曾召開說明會）
- （日期不詳）就偵查中辯護人在場筆記權等之救濟案是否違憲召開說明會；並作成111年度憲判字第7號判決
- （日期不詳）就改定親權事件暫時處分案是否違憲召開說明會；並作成111年度憲判字第8號判決
- 2022年10月24日就最高法院第二次發回更審以後之民、刑事上訴案件分案實施要點第2點是否違憲召開說明會；並作成112年度憲判字第14號判決（原為不公開說明會，經媒體大幅報導後改為不開放旁聽但進行網路直播）

### 憲法法庭公開說明會
2018年7月10日首次以憲法法庭公開說明會方式，邀請正、反雙方於憲法法庭說明對聲請案件之立場。但彼時《憲法訴訟法》修正尚未生效，故此類說明會不適用言詞辯論規定，不受2個月內公布解釋之限制，有開放民眾到場旁聽但不進行網路直播。
- 2018年7月10日就監察院聲請政黨及其附隨組織不當取得財產處理條例違憲疑義案件是否合於司法院大法官審理案件法之受理規定聲請案召開說明會；並作成不受理決議（司法院大法官第1482次會議議決不受理案件第四案）
- 2018年12月4日就陸海空軍軍官士官服役條例關於退除給與修正部分規定是否違憲案召開說明會；並作成釋字第781號解釋。
- 2019年1月15日就刑法累犯加重處罰規定是否違憲案召開說明會；並作成釋字第775號解釋。
- 2019年5月15日上午就公務人員退休資遣撫卹法第4、7、18、36、37、38及39條規定是否違憲案召開說明會；並作成釋字第782號解釋；下午就公立學校教職員退休資遣撫卹條例第4、8、19、36、37、38及39條規定是否違憲案召開說明會；並作成釋字第783號解釋（當日亦為憲法法庭成立以來，首次同1天對2個案件開庭）。
- 2020年1月6日就廢棄物清理法廢容器清除處理費率相關規定是否違憲案召開說明會；並作成釋字第788號解釋。
- 2020年2月4日就性侵害犯罪防治法第17條第1款及第2款是否違憲案召開說明會；並作成釋字第789號解釋。
- 2020年3月24日就民法第195條第1項後段強制道歉是否違憲案召開說明會；並作成111年度憲判字第2號判決。
- 2023年12月8日就112年度憲民字第1155號監所受刑人投票權案是否受理及是否做成暫時處分召開說明會；並作成112年度憲裁字第146號裁定。

## 延伸阅读
- 國家政策研究基金會，從立法院同意權看大法官提名
- 三民書局編輯部，《大法官會議解釋彙編》，三民書局2007年1月出版，ISBN 9571446688
- 李念祖,"司法者的憲法(二)",元照出版,2012-11-01. ISBN 9789862552667
- 林家賢 ,"司法對交通秩序罰審查問題之研究—以普通法院交通法庭審查為中心",新學林,2007/07/01. ISBN 9789867160867

## 外部連結
- 憲法法庭網站 （页面存档备份，存于）
- 憲法訴訟法 （页面存档备份，存于）
- 司法院組織法
- 憲法法庭審理規則 （页面存档备份，存于）